# Łabap
Łabap – jezioro w woj. warmińsko-mazurskim, w pow. węgorzewskim, w gminie Węgorzewo, leżące na terenie Krainy Wielkich Jezior Mazurskich.
Jezioro jest najbardziej wysuniętą na zachód częścią jeziora Dargin, które jest elementem kompleksu jezior znanego pod wspólną nazwa Mamry. Jezioro od wschodu łączy się właśnie z jeziorem Dargin, a od zachodu z Jeziorem Dobskim. Granice jeziora są umowne i są nimi od zachodu przewężenie, a od wschodu płycizna i wyspa. Maksymalna głębokość – 13,4 m. II klasa czystości. Zaliczane do typu sielawowego. Jezioro służy głównie jako szlak żeglowny dla chcących dostać się na Jezioro Dobskie lub z niego wrócić.
Według opowieści nazwa jeziora pochodzi od wyjątkowo aktywnych głosowo żab, które zamieszkiwały płycizny tego jeziora od lat. Stąd nazwa „Łabap” – co brzmi niczym żabi głos.